# Cristal·lí
|  | Aquest article tracta sobre el component de l'ull. Vegeu-ne altres significats a «Cristal·lització». |

El cristal·lí és un component de l'ull amb forma de lent biconvexa que està situat rere l'iris i davant de l'humor vitri. La seva funcionalitat principal és la de fer possible l'enfocament d'objectes situats a diferents distàncies. Aquest objectiu s'aconsegueix mitjançant un augment de la seva curvatura i del seu gruix, procés que es denomina acomodació. El cristal·lí es caracteritza per la seva alta concentració en proteïnes, que li confereixen un índex de refracció més elevat que els fluids que l'envolten. Aquest fet és el que li atorga la seva capacitat per refractar la llum, ajudant la còrnia a formar les imatges sobre la retina.
A mesura que l'edat de l'individu augmenta, el cristal·lí va perdent la seva capacitat per acomodar. Aquest fenomen es coneix com a presbícia o vista cansada i les seves causes es desconeixen. Afecta la totalitat de la població a partir dels cinquanta anys, exigint l'ús d'ulleres per enfocar objectes propers. La principal malaltia que afecta el cristal·lí són les cataractes. Per aquest nom es coneix a qualsevol pèrdua de transparència del cristal·lí que afecti la visió. Les seves causes són diverses i, quan es troben en un estat avançat, requereixen una intervenció quirúrgica.

## Anatomia

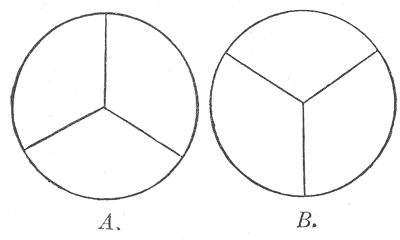
Il·lustració de l'Anatomia de Gray (20a edició) amb la disposició de les línies de sutura a les superfícies posterior (A) i anterior (B) del cristal·lí d'un nounat.

El cristal·lí és un cos lenticular, transparent, incolor, biconvex, flexible i no vascularitzat. Està situat en el segment anterior del globus ocular, darrere de l'iris i l'humor aquós i davant de l'humor vitri. A causa de l'absència de vasos sanguinis en el seu interior, la nutrició del cristal·lí depèn principalment d'intercanvis amb l'humor aquós. La curvatura de la cara anterior, que és la que limita amb l'humor aquós, és inferior a la de la cara posterior. Als centres de les esmentades cares se'ls coneix, respectivament, com a pol anterior i pol posterior, mentre que la línia que els uneix es diu eix del cristal·lí. L'amplada entre les cares anterior i posterior és el gruix del cristal·lí; per a un nounat sense acomodació, el seu valor és d'uns 3.5 mm. La circumferència que delimita les dues cares esmentades és l'equador, mentre que al diàmetre de la mateixa s'anomena diàmetre del cristal·lí.
Es troba envoltat per una càpsula transparent, elàstica i acel·lular, el cristal·loides, que està connectada al múscul ciliar per mitjà d'unes fibres anomenades zònules de Zinn. A l'interior del cristal·lí hi ha dues zones principals: el nucli i la crosta. La superfície anterior de la crosta està recoberta per un epiteli, sent aquest l'únic teixit del cristal·lí que és capaç de regenerar-se.

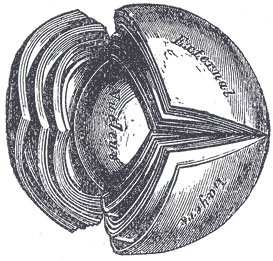
Il·lustració de lAnatomia de Gray que mostra l'escorça (external layers) i el nucli (nucleus) del cristal·lí. S'aprecien les diferents capes concèntriques que van formant les noves cèl·lules.

Les fibres zonulars són fines i elàstiques. Segons la seva localització es poden dividir en dos grups: les zònules posteriors i les anteriors. Les anteriors ocupen la regió situada entre els processos ciliars i la càpsula, unint-se a aquesta última en les proximitats de la regió equatorial; les posteriors s'estenen des de la unió del múscul ciliar amb l'ora serrata, fins als processos ciliars. La unió de les fibres posteriors i anteriors, el plexe zonular, està lligada a l'epiteli del cos ciliar per mitjà d'un sistema de fibres secundari.
El cristal·lí està format per cèl·lules allargades o fibres, compostes principalment per unes proteïnes dites cristal·lines. Aquestes fibres es continuen produint durant tota la vida humana, per diferenciació de les cèl·lules originades a la regió germinal de l'epiteli, a prop de l'equador. Com a conseqüència, el gruix de la lent creix amb l'edat del subjecte: a l'escorça anterior i posterior, les noves capes de fibres se superposen a les velles formant estructures concèntriques estratificades, de manera similar al que s'observa en una ceba. Les fibres de l'interior van perdent els orgànuls intracel·lulars, en la qual cosa sembla un procés d'apoptosi. Aquest fet ajuda a reduir l'absorció i a millorar la transparència del mitjà, a la qual també pot contribuir la regularitat de les fibres; en el pla transversal, presenten una configuració hexagonal. A més, com a conseqüència d'aquest creixement, també es produeix un enduriment del cristal·lí.
El cristal·lí presenta unes línies de sutura que parteixen dels pols i s'estenen radialment. Aquestes línies es corresponen amb les regions en les quals coincideixen fibres amb direccions d'allargament contràries. Al fetus, a la cara anterior hi ha tres línies disposades en angles de 120º, en forma de "I", mentre que en la posterior en configuren una altra "I" invertida. Amb l'edat, com es van afegint noves fibres, l'estructura es complica.
Al fetus, la forma del cristal·lí és aproximadament esfèrica i és més tou que en l'estat adult. En aquest període, el seu desenvolupament és recolzat per l'artèria hialoïdal, una branca de l'artèria oftàlmica que travessa l'humor vitri, i s'estén des del disc òptic fins al cristal·lí. Aquesta artèria sol involucionar el novè mes d'embaràs; les restes de la mateixa formen el canal de Cloquet.

## Història

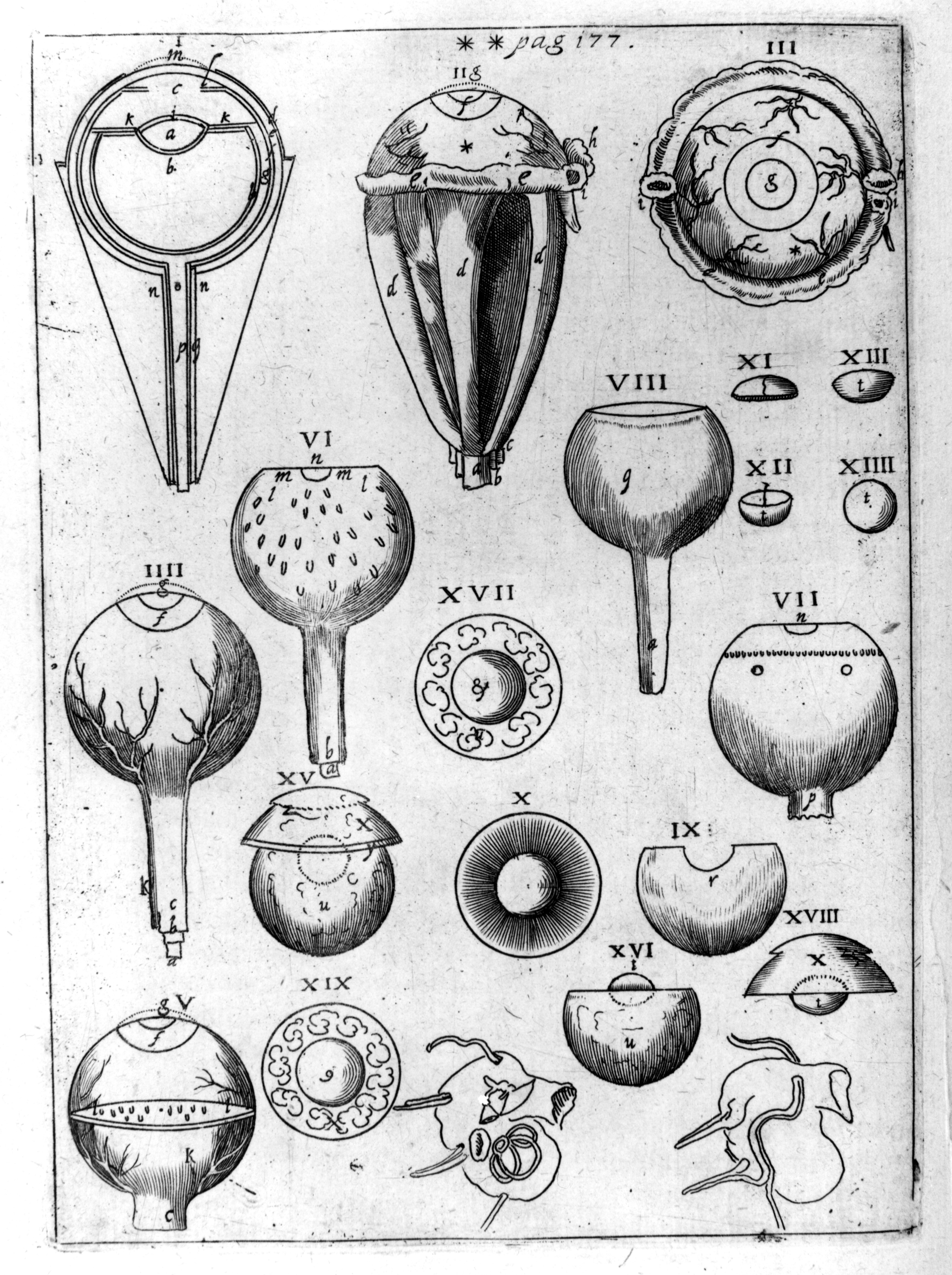
Il·lustració de l'obra de Kepler Astronomiae Pars Optica, amb diverses representacions de l'ull humà.

Fins a l'època alexandrina, el coneixement sobre el cristal·lí era molt deficient. Una mostra d'això és que els grecs no van adoptar un vocable per referir-se a aquesta part de l'ull fins a l'arribada de l'etapa esmentada. Una consideració molt estesa en aquella època era la que el cristal·lí era líquid, solidificant-se únicament com a conseqüència d'alguna malaltia o com a resultat de la dissecció. Així, existeix una vaga al·lusió del pioner de la medicina moderna, Hipòcrates, a un component del fluid de l'ull que "quan es refreda, es torna sòlid". Aquesta és la primera referència coneguda escrita sobre el cristal·lí.
Una part del treball dels anatomistes grecs d'Alexandria va quedar recollit a l'obra De Medicina, de l'escriptor romà Aule Corneli Cels (25 aC-50 dC). En aquesta obra es recollia una creença que predominaria fins a l'edat moderna: que el cristal·lí era l'òrgan on s'originava la percepció visual, assumint el paper que en l'actualitat se sap que té la retina. També van cometre l'error de situar el cristal·lí al centre del globus ocular, equivocació en la qual també van caure altres autors.
Al segle ii destaca el metge grec Galè, l'obra del qual va influir de manera determinant sobre la medicina europea durant més d'un mil·lenni. Alguns anys abans, l'anatomista Rufus d'Efes havia situat el cristal·lí en la seva ubicació correcta, pròxim a la pupil·la. Per la seva part, Galè va defensar, un altre cop, que el cristal·lí era l'òrgan principal del sentit de la vista, i que les altres parts del globus ocular servien de suport per al seu funcionament. Per sostenir la seva afirmació, va argumentar que la presència d'una cataracta podia provocar ceguesa. Galè també es va adonar que la curvatura de la superfície anterior era inferior a la de la posterior.
Pel que fa al coneixement de cristal·lí, després de Galè pràcticament no va haver-hi avenços fins a l'edat moderna. L'anatomista Félix Platter (1536-1614), que influiria sobre els estudis d'òptica ocular de Kepler, va situar la retina com el punt de partida de la percepció, relegant al cristal·lí a una funció òptica. Un altre astrònom que va donar suport a les idees de Platter va ser Scheiner, que també va presentar la primera representació de l'ull anatòmicament correcta, amb el cristal·lí i el nervi òptic en les seves localitzacions reals.
Els estudis en biologia van experimentar un important impuls durant el segle xvii gràcies a la invenció del microscopi. Per exemple, el científic neerlandès Anton van Leeuwenhoek, conegut per les millores que va introduir en aquest instrument, el va emprar per examinar les diferents parts de l'ull, descobrint l'existència de fibres en el cristal·lí.

## Funcions

### Òptica

Funció del cristal·lí: el canvi de curvatura possibilita l'enfocament de l'objecte proper
(el diagrama està molt simplificat, òptica i anatòmicament)

La funció del cristal·lí és la d'enfocar els raigs lluminosos perquè formin una bona imatge a la retina amb independència de la distància a la qual estigui situat l'objecte. Així, segons la majoria de models de l'ull, les aproximadament 20 diòptries del cristal·lí quan està relaxat, unides a les 40 de la còrnia, enfoquen sobre la retina els raigs emesos per objectes llunyans. Tanmateix, per a objectes propers, la potència de l'ull relaxat no refracta prou els raigs lluminosos. En conseqüència, si no es produís cap canvi, la imatge de l'objecte es formaria per darrere de la retina, de manera similar al que succeeix en la hipermetropia. Per tant, durant la visió propera l'ull necessita una potència addicional, que obté mitjançant la modificació de la curvatura del cristal·lí; és el que s'anomena com acomodació.
El fet que la còrnia tingui una major potència òptica que el cristal·lí és degut, a la seva curvatura, i que la seva superfície separa l'aire de l'interior de l'ull, dos medis amb índexs de refracció ben diferenciats. En canvi, els índexs de l'humor aquós, del cristal·lí i de l'humor vitri són més propers. D'altra banda, l'índex de refracció del cristal·lí no és constant, sinó que varia seguint un gradient d'índex: aquesta magnitud assoleix el seu valor màxim en el centre, a causa de la major concentració de proteïnes cristal·lines, i disminueix lleugerament a les capes més externes, encara que es manté sempre per sobre dels índexs dels humors; aquesta condició és necessària perquè augmenti la convergència dels raigs lluminosos que el travessen. Es pensa que aquest perfil d'índex contribueix a millorar la qualitat d'imatge de l'ull.
Amb l'edat, el gruix del cristal·lí entre les cares anterior i posterior augmenta, igual com la curvatura de les esmentades superfícies; un augment de la curvatura es correspon amb una disminució del radi de curvatura. Amb aquests canvis, es podria esperar un augment de la potència reactiva; això és, una major desviació de la trajectòria dels raigs que el travessen. En realitat l'esmentat canvi no es produeix, sinó que té lloc l'efecte contrari. A aquest fenomen se l'anomena paradoxa del cristal·lí. Es creu que amb l'edat també es produeix un canvi en la distribució de l'índex que compensa òpticament l'augment de gruix.
Al punt més proper que l'ull pot enfocar amb ajuda de l'acomodació és conegut com el punt pròxim. Per a un adolescent, el seu valor és d'uns 7 cm però augmenta amb l'edat a causa de la presbícia. El punt que està enfocat quan el cristal·lí no es troba acomodat se l'anomena punt remot. En subjectes joves, l'increment de potència que es necessita per portar el focus del punt remot al pròxim és d'unes 15 diòptries. És rellevant assenyalar que en el disseny de diferents instruments òptics a emprar per l'ésser humà es tracta d'evitar que l'ull s'hagi d'acomodar, a fi de no forçar en va la vista de l'individu.

### Perspectiva històrica

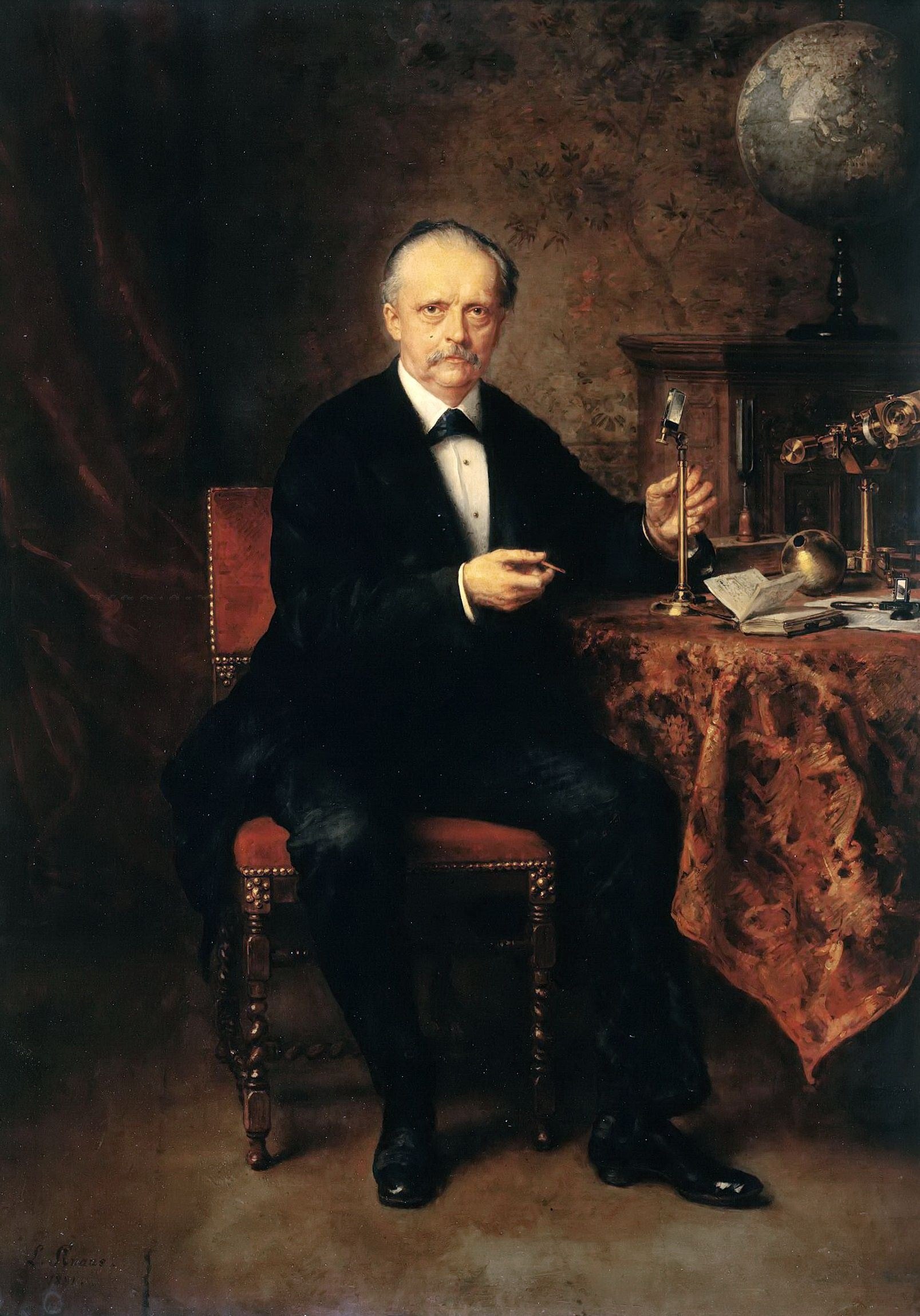
Helmholtz va incloure l'explicació del mecanisme d'acomodació de l'ull en el seu tractat sobre Òptica Fisiològica és acceptada per la majoria de la comunitat científica.

Kepler (segle xvii) va ser un dels primers científics que es va interessar per l'estudi de l'ull com a instrument òptic. En particular, es va interrogar sobre el mecanisme que permetria enfocar objectes situats a diferents distàncies. Basant-se en observacions fetes amb una cambra fosca, va arribar a la conclusió que era possible si el cristal·lí s'havia de moure cap endavant i cap enrere. Scheiner va donar suport a aquesta hipòtesi, encara que també va assenyalar que la modificació de la curvatura del cristal·lí podria ser una possible alternativa. Aquest últim mecanisme també va ser apuntat per Descartes, que va poder fer estudis més rigorosos de l'òptica ocular gràcies a la llei de Snell de la refracció.
Al segle xviii, William Porterfield va confirmar que era el cristal·lí el que resolia el problema de l'acomodació, terme que va ser encunyat per ell. Ho va fer després d'estudiar la visió d'un subjecte a qui se li havia extret la lent. No obstant això, continuava sense ser del tot clar quin era el mecanisme concret que possibilitava la visió propera. A començaments del segle xix, Thomas Young va descartar la possibilitat que l'acomodació es degués a un canvi de curvatura de la còrnia, fenomen que es produeix en alguns ocells. Per a això, va observar que el reflex corneal d'una espelma no modificava la seva mida quan l'ull il·luminat acomodava.
A la mateixa època, Jan Evangelist Purkinje va descobrir les imatges corresponents a reflexions d'una font de llum a les cares anterior i posterior del cristal·lí. Quan un subjecte modificava el seu punt de fixació entre un objecte llunyà i un altre proper, es produïen variacions en les esmentades imatges, la qual cosa era atribuïble a una modificació de la curvatura de les cares de la lent. En aquest mateix segle, Hermann von Helmholtz va formular la seva teoria sobre el paper del múscul ciliar i les zònules.

### Teories sobre el mecanisme d'acomodació
Segons la teoria de Helmholtz, que compta en la seva essència amb el suport de la majoria de la comunitat científica, el múscul ciliar es troba relaxat durant la visió llunyana. En aquesta situació passiva, les zònules exerceixen una tensió sobre el cristal·lí, mantenint-lo estès. Al contrari, quan cal enfocar un objecte proper, es contreu el múscul ciliar, la qual cosa permet que les zònules s'alliberin. Llavors, gràcies a l'elasticitat del cristal·lí, el seu diàmetre equatorial disminueix, mentre que el gruix entre les cares anterior i posterior augmenta. La lent adopta, doncs, una forma més esfèrica. D'acord amb Helmholtz, la que adquireix una curvatura més convexa durant l'acomodació és, sobretot, la cara anterior. Simultàniament, aquesta cara es desplaça cap endavant, com també ho fa el marge de l'iris que delimita la pupil·la. A més, en la visió propera, també es produeix una constricció de la pupil·la, i un augment de l'angle de convergència dels ulls.

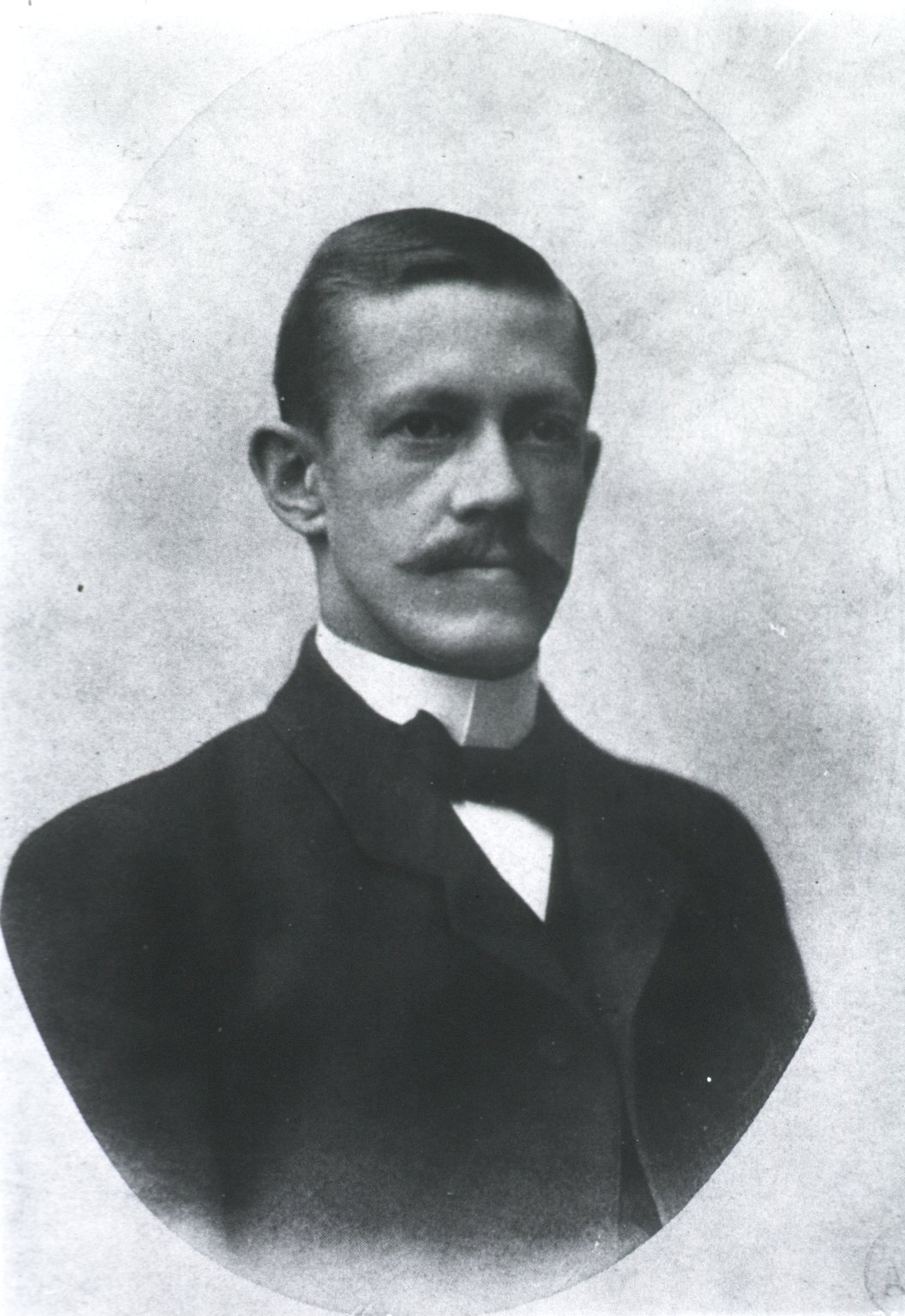
Allvar Gullstrand

Des de la seva primera formulació, aquesta teoria ha estat revisada per diversos autors. Per exemple, Allvar Gullstrand, que va rebre el Nobel de medicina el 1911 pels seus estudis sobre òptica fisiològica, va introduir la idea que la forma del cristal·lí sense acomodació estava determinada per l'equilibri entre dues forces elàstiques que actuaven en sentits oposats:
- d'una banda, la força exercida per la coroide, que influiria sobre el cristal·lí a través de les zònules;
- per l'altre, la força recuperadora del mateix cristal·lí. El paper del múscul ciliar seria el d'alterar l'esmentat equilibri, situació a la qual tornaria quan es completés el procés d'acomodació.

L'any 1925, Fincham va introduir una altra modificació rellevant a la teoria. Segons aquest autor, l'elasticitat del cristal·lí és relativament baixa com per exercir la tasca assignada per Helmholtz. En canvi, la càpsula que l'embolica sí que és altament elàstica. Per tant, davant de la relaxació de les zònules, la càpsula actuaria sobre el cristal·lí, modificant la seva forma, "modelant-lo". Fincham també va suggerir que, al contrari del que pensava Helmholtz, durant l'acomodació la cara posterior es desplaçava cap enrere. Mesures biomètriques posteriors han confirmat que, en efecte, existeix un moviment significatiu de l'esmentada superfície, encara que de menor magnitud que el de la cara anterior cap a davant.
Així doncs, amb les modificacions de Gullstrand i Fincham, i certes contribucions posteriors, l'explicació més acceptada és:
Quan el múscul ciliar es troba relaxat, l'elasticitat de la coroide tira de tot el sistema de zònules, estenent el cristal·lí. Arriba un moment en què aquesta tensió s'equilibra amb l'exercida en sentit oposat per la càpsula, assolint-se l'estat de desacomodació. En canvi, quan el múscul es contreu, el cos ciliar es desplaça cap a l'equador del cristal·lí. Com el plexe zonular es troba unit al cos ciliar per mitjà del sistema de fibres secundàries, aquest desplaçament del cos possibilita que sigui l'esmentat sistema el que contraresti la tensió de la coroide. Per tant, les zònules posteriors es mantenen estirades, mentre que les zònules anteriors s'alliberen, la qual cosa permet que la càpsula deformi el cristal·lí. El cristal·lí augmenta llavors el seu gruix i disminueix el seu diàmetre equatorial fins que el seu canvi de forma possibilita que es recuperi la tensió de les zònules anteriors.

### Pèrdua de la capacitat d'acomodació
La progressiva pèrdua de la funció d'acomodació del cristal·lí s'anomena presbícia, o vista cansada, i és un fenomen que es produeix de manera habitual amb el pas dels anys. Els estudis mostren que l'amplitud d'acomodació disminueix linealment amb l'edat, al voltant d'una 2 diòptries per dècada.
Com s'ha vist, existeixen diferents agents que intervenen en el procés d'acomodació: el cristal·lí, el múscul ciliar, la càpsula o les zònules; l'existència de canvis al llarg dels anys el temps en algun d'ells podria explicar l'aparició de la presbícia. Històricament, han existit teories que han assenyalat com responsables de la pèrdua de funció a cada un d'aquests elements. També han existit teories que han apuntat que la responsabilitat podria recaure sobre una combinació de diversos fenòmens.
Un dels principals fets que podria explicar la formació de la presbícia és l'enduriment o esclerosi del cristal·lí. S'ha comprovat que la duresa de la lent augmenta exponencialment amb l'edat. Aquest fet podria impedir que la càpsula exercís el seu paper emmotllador durant l'acomodació o que el cristal·lí fos estirat durant la desacomodació. Pel que respecta al múscul ciliar, els estudis realitzats sobre la capacitat contràctil del mateix no han trobat una disminució de la mateixa que pugui explicar la presbícia. No obstant això, estudis histològics i de ressonància magnètica han trobat canvis rellevants amb l'edat: la seva àrea i la seva longitud disminueixen, mentre que el seu vèrtex intern es desplaça cap a davant i cap a l'interior, tal com succeeix en l'ull jove sense acomodació.

### Altres funcions
El grau d'acomodació del cristal·lí és una de les dades que empra el cervell a l'hora d'estimar la distància a la qual es troba un objecte. Aquesta magnitud no està present en la imatge bidimensional que es forma a la retina, i per tant, cal que sigui recuperada a través d'altres fonts d'informació, com les lleis de la perspectiva, la disparitat binocular o l'angle de convergència d'ambdós ulls. Com el cristal·lí es troba pràcticament relaxat quan l'objecte està a uns 2-2,5 metres, l'acomodació només té informació sobre la profunditat fins a distàncies d'aquest ordre.

## Malalties del cristal·lí

Cataracta d'un ull humà.

S'anomena cataracta a tota pèrdua de transparència del cristal·lí. Les cataractes avançades requereixen una intervenció quirúrgica, ja que la pèrdua progressiva de visió que generen pot desembocar en ceguesa. Les cataractes són indolores, i el seu principal símptoma és una disminució de la visió. Constitueixen la principal causa de ceguesa a tot el món.
A l'absència de cristal·lí a un ull se li denomina afàquia (fakos significa lent en grec). La majoria d'ulls afáquicos es corresponen amb pacients operats de cataractes, encara que l'afàquia no sempre és adquirida. De vegades, també es parla de pseudoafàquia quan el cristal·lí ha estat substituït per una lent intraocular. Finalment, quan el cristal·lí es troba desplaçat de la seva posició correcta, es parla d'ectòpia lentis.

### Fàrmacs que afecten el cristal·lí
A continuació, es llisten alguns dels fàrmacs més rellevants que interaccionen amb el cristal·lí:
- Pilocarpina: Provoca una contracció del múscul ciliar (afavoreix l'acomodació). Aquest mecanisme afavoreix la sortida de l'humor aquós a través del canal de Schlemm.
- Eserina: Causa espasmes al múscul ciliar.
- Atropina: Aquest fàrmac és dels més utilitzats en oftalmologia. Provoca cicloplègia o paràlisi de l'acomodació, útil per a poder realitzar la refracció, per a graduar, als nens i a pacients amb una gran capacitat acomodativa. No està recomanat en pacients que presenten glaucoma.
- Tropicamida: Té la mateixa acció que l'atropina.
- Corticoides: Té efectes negatius per al cristal·lí, ja que un tractament llarg amb aquest fàrmac augmenta el risc que es produeixi un cataracta primerenca.

## El cristal·lí al regne animal

Aberració esfèrica en una lent amb índex de refracció constant i superior al del mitjà. Els llamps més marginals es corben més que els que passen pel centre de la lent. Es pensa que la compensació d'aquest fenomen en un medi aquàtic va originar el gradient d'índex en alguns cristal·lins.

El cristal·lí és present tant en animals vertebrats com invertebrats. Entre els vertebrats, és present en peixos, ocells, rèptils, amfibis i alguns mamífer. Entre els invertebrats, és present en alguns crustacis, anèl·lids, gastròpodes i cefalòpodes, amb la notable excepció del Nautilus, que té un tipus d'ull similar a una cambra fosca o una càmera estenopeica.
En els animals aquàtics, l'índex de refracció de l'entorn és molt similar al de l'interior de l'ull, per la qual cosa la superfície externa d'aquest últim amb prou feines pot refractar la llum. El desenvolupament d'un cristal·lí va ser la solució que la majoria de les espècies van adoptar per poder formar imatges. Els primers cristal·lins tenien un índex de refracció constant en el seu interior i una forma esfèrica.
Un dels principals defectes d'aquest tipus de lents és l'aberració esfèrica. En òptica, s'anomena aberració a qualsevol desviació del comportament d'un sistema formador d'imatge respecte de la idealitat. L'esmentada situació ideal consisteix que el sistema faci que tots els raigs emesos per una font puntual convergeixin en un únic punt, la imatge. En lents amb superfícies esfèriques sense imperfeccions i amb índex de refracció constant i superior al del mitjà, aquest fet no es produeix, ni tan sols quan l'objecte està en l'eix òptic del sistema. En canvi, els raigs que passen pels extrems de la lent es corben més que els que passen pel centre, la qual cosa provoca que no es formi una imatge puntual. James Clerk Maxwell va introduir la idea que la correcció d'aquest defecte va ser el que va impulsar l'aparició de cristal·lins amb un cert gradient d'índex. Aquest gradient fa possible que els raigs marginals vegin un índex de refracció menor que els centrals, amb la qual cosa tots ells poden enfocar en un únic punt.